# Marjorie Garber
Marjorie Garber, née le 11 juin 1944, est une universitaire américaine, enseignant à l'Université Harvard ; elle se spécialise dans l'étude de l'œuvre et de la vie de Shakespeare et les études de genre.

## Biographie et travaux
Présentée par le directeur du département universitaire dans lequel elle enseigne à Harvard comme « l'un des commentateurs culturels actuels les plus incisifs et les plus plein d'esprit », Marjorie Garber a publié de nombreux ouvrages ayant reçu l'attention de la presse anglophone, notamment du New York Times,,, qui lui a même ouvert ses colonnes. Elle n'est néanmoins pas exempte d'aucune critique.
Elle a écrit quelques articles pour le compte du London Review of Books quelques articles.
Engagée dans le débat public au sujet de la littérature comme de la bisexualité et de la théorie bisexuelle, elle a publié de nombreux ouvrages portant sur une diversité de thèmes.

## Publications
- (en) The Use and Abuse of Literature, New York, Pantheon Books, 2011, 320 p. (ISBN 978-0-375-42434-2)
- (en) Shakespeare and Modern Culture, New York, Pantheon Books, 2008, 326 p. (ISBN 978-0-307-37767-8)
- (en) Patronizing the Arts, Princeton (N.J.), Princeton University Press, 2008, 234 p. (ISBN 978-0-691-12480-3)
- (en) Proﬁling Shakespeare, Routledge,‎ 2008, 349 p. (ISBN 978-0-415-96446-3)
- (en) Shakespeare After All, Pantheon Books, 2004, 989 p. (ISBN 978-0-375-42190-7)
- (en) A Manifesto for Literary Study, University of Washington Press, 2004, 69 p. (ISBN 978-0-295-98344-8)
- (en) Quotation Marks, Routledge, 2002, 306 p. (ISBN 978-0-415-93746-7, lire en ligne)
- (en) Academic Instincts, Princeton University Press, 2001, 187 p. (ISBN 978-0-691-04970-0)
- (en) Sex and Real Estate : Why We Love Houses, Pantheon, 2000, 243 p. (ISBN 978-0-375-42054-2)
- (en) Symptoms of Culture, Routledge, 1998, 273 p. (ISBN 978-0-415-91859-6, lire en ligne)
- (en) Dog Love, Simon & Schuster, 1996, 346 p. (ISBN 978-0-684-81871-9)
- (en) Vice Versa : Bisexuality and the Eroticism of Everyday Life, Simon & Schuster, 1995, 606 p. (ISBN 978-0-684-80308-1)
- (en) Bisexuality and the Eroticism of Everyday Life, Routledge, 2000, 606 p. (ISBN 978-0-415-92661-4, lire en ligne)
- (en) Vested Interests : Cross-Dressing and Cultural Anxiety, Routledge, 1991, 443 p. (ISBN 978-0-415-90072-0)